# Жаворонков, Иван Степанович
Иван Степанович Жаворонков (13 февраля 1920 село Алтай, Алтайский район, Республика Хакасия — 1 марта 1962 там же) — участник Великой Отечественной войны, полный кавалер ордена Славы.

## Биография
Родился 13 февраля 1920 в селе Алтай (Республика Хакасия) в семье крестьянина. После окончания 7 классов школы работал заведующим местного клуба.
23 апреля 1940 призван в Красную Армию, в боях начал участвовать с первых дней Великой Отечественной войны.
Во время Донбасской наступательной операции его расчёт уничтожил: одну противотанковую пушку, 5 пулемётов и 2 пулемётных расчета, 2 миномёта, 2 автомашины и большое количество солдат противника. 23 ноября 1943 награждён орденом Красной Звезды.
9 апреля 1944, во время освобождения города Армянск (Крым), уничтожил 2 пулемётных точки противника и около 20 вражеских солдат. 23 апреля 1944 награждён орденом Славы 3-й степени.
23 июля 1944, во время освобождения Коварска (Литва), уничтожил пулемётную точку с её расчетом. 25 июля 1944, во время отражения контратаки врага возле Сесикая (Литва), повредил штурмовое орудие и уничтожил вражескую огневую точку. 6 сентября 1944 награждён орденом Славы 2-й степени.
14 марта 1945, во время боёв за Оттен (Восточная Пруссия, ныне Калининградская область), уничтожил 2 станковых пулемёта противника с их расчётами 12 вражеских солдат. Во время этого боя получил осколочое ранение. 18 марта 1945 во время боёв возле Прейсиш-Тирау, уничтожил 3 станковых пулемёта противника с их расчётами и 9 вражеских солдат. 29 июня 1945 награждён орденом Славы 1-й степени.
Демобилизовался в январе 1946 и вернулся в родное село. Работал бригадиром тракторной бригады, затем заместителем председателя колхоза. Умер 1 марта 1962. Похоронен в родном селе.

## Награды
Иван Степанович Жаворонков был награжден следующими наградами:
- Орден Славы I степени (29 июня 1945; № 59);
- Орден Славы II степени (6 сентября 1944; № 3979);
- Орден Славы III степени (23 апреля 1944; № 35588);
- Орден Красной Звезды (24 ноября 1943);
- ряд медалей.

## Память
- В селе Алтай в его честь названа школа;
- В сёлах Белый Яр и Кирово (Республика Хакасия) улицы названы в его честь.